# 奥尔维利耶圣于连
奥尔维利耶圣于连（法語：Orvilliers-Saint-Julien，法語發音：[ɔʁvilje sɛ̃ ʒyljɛ̃]）是法国奥布省的一个市镇，位于该省西北部，属于塞纳河畔诺让区。

## 地理
奥尔维利耶圣于连（48°26'38"N, 3°49'39"E）面积23.92 平方千米，位于法国大東部大區奥布省，该省份为法国中北部省份，北起马恩省，西接塞纳-马恩省，西南至约讷省，东南至科多尔省，东临上马恩省。
与奥尔维利耶圣于连接壤的市镇（或旧市镇、城区）包括：沙特尔、埃什米讷、梅格里尼、奥里尼勒塞克、奥塞莱特鲁瓦迈松、圣弗拉维、圣梅曼、瓦朗圣乔治。

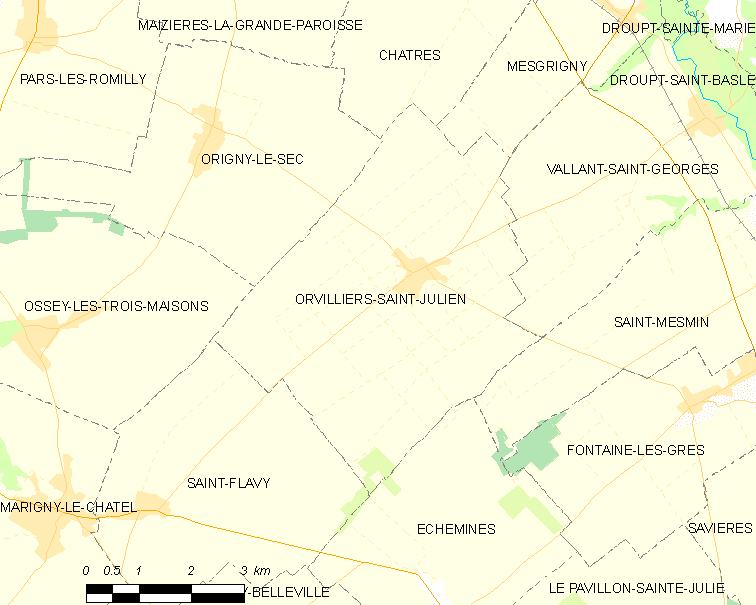
奥尔维利耶圣于连的OSM定位图

奥尔维利耶圣于连的时区为UTC+01:00、UTC+02:00（夏令时）。

## 行政
奥尔维利耶圣于连的邮政编码为10170，INSEE市镇编码为10274。

## 政治
奥尔维利耶圣于连所属的省级选区为圣利耶县。

## 人口

1962-2008年间奥尔维利耶圣于连人口变化图示

奥尔维利耶圣于连于2022年1月1日时的人口数量为312人。